# Адріан VI
Адріа́н VI (лат. Hadrianus VI; 2 березня 1459 — 14 вересня 1523) — папа Римський (1522—1523). Католицький теолог, гуманіст.

## Біографія
За походженням іспанець, народжений у Нідерландах. Його батько був ремісником в Утрехті.
Від червня 1476 р. до 1488 р. — навчався в університеті Левена, де він вивчав філософію, теологію та канонічне право.
Від 1490 р. — був професором Лувенського університету.
У 1491 р. — став доктором богослов'я.
У 1493 р. був обраний на віце-канцлера згаданого університету, а через п'ять років — деканом, фактично став главою того університету. Його лекції були опубліковані, а згодом відтворені із заміток учнів, серед яких був молодий Еразм Ротердамський.
З 1506 року — великий інквізитор та намісник імператора в Іспанії.
З 1507 року вихователь Карла V.
З 1517 року — кардинал. Визнав помилки, які сприяли реформації та релігійному розколові. Схиляв польського короля Сиґізмунда I Старого видати едикт проти лютеран. Прагнув до об'єднання християнських правителів проти турецької загрози.
Спочатку був похований у Соборі Святого Петра, однак пізніше перепохований у римській церкві Санта Марія дель Аніма.
Після його смерті Святий Престол протягом 455 років займали винятково італійці.